# Coelorinchus parallelus
Coelorinchus parallelus es una especie de pez de la familia Macrouridae en el orden de los Gadiformes.

## Morfología
• Los machos pueden llegar alcanzar los 48 cm de longitud total.

## Hábitat
Es un pez de aguas profundas que vive entre 630-990 m de profundidad.

## Distribución geográfica
Se encuentra al sur del Japón, el Mar de la China Oriental y Filipinas.